# Biezen (Zeeland)
Biezen is een buurtschap ten oosten van Eede tegen de Belgisch-Nederlandse grens aan, in de gemeente Sluis, in de Nederlandse provincie Zeeland. De buurtschap ligt in de regio Zeeuws-Vlaanderen. 

## Geschiedenis
Reeds in de 14e eeuw werd melding gemaakt van een buurtschap Biezen, een gehucht in de parochie Beoosten Eede.
Hoewel het hier dus een relatief hooggelegen land betreft had het toch te lijden onder de inundatie van 1583 die onder andere de Biezenkreek deed ontstaan.
Reeds in 1608 werd de Biezenpolder heringedijkt. Dit was het zuidelijke gedeelte van de Beoosten Eedepolder wat 435 ha besloeg.
De buurtschap is met name bekend vanwege het feit dat in de eerste helft van de 17e eeuw hier vele Doopsgezinden neerstreken die, vanwege de vervolging, uit de Zuidelijke Nederlanden waren gevlucht. Uiteindelijk trokken dezen naar Aardenburg, waarna een katholieke bevolking hun plaats innam.
Daarom heette de Biezenpolder oorspronkelijk Dooperspolder en de noordelijke dijk heet nog steeds Dooperdijk. Deze ligt langs de oude Eekloose Watergang. Dit was oorspronkelijk een turfvaart. Ten zuiden van deze Watergang houdt het zeekleigebied op en begint het pleistoceen dekzandgebied, wat de landbouwgrond van Biezen minder vruchtbaar maakt.
Aan de zuidrand van Biezen vindt men een groot aantal grenspalen en tussenstenen. Er werd uiteraard ook gesmokkeld in vroeger dagen.
Het gehele gebied wordt wel aangeduid met De Biezen.
Door een ruilverkaveling is het oorspronkelijke patroon van veenontginningen verdwenen en is er een netwerk van vrij rechte landbouwwegen voor in de plaats gekomen. In het aangrenzende Belgische gebied is de oorspronkelijke landschapsindeling beter behouden.